# Philip Ewell
Philip Adrian Ewell (16 de febrero de 1966) es un chelista y profesor asociado estadounidense de teoría musical en Hunter College y el CUNY Graduate Center. Se especializa en música rusa, música del siglo XX, así como en rap y hip hop.

## Educación
Después de crecer en DeKalb, Illinois, Ewell realizó una licenciatura en música de la Universidad de Stanford, una maestría en interpretación de violonchelo en Queens College (Universidad de la ciudad de Nueva York) y un doctorado en teoría musical en la Universidad de Yale.

## Carrera
Los trabajos publicados de Ewell incluyen varios artículos sobre teoría musical rusa. Ha traducido escritos rusos y entrevistas con teóricos rusos, como Yuri Kholopov, y músicos como Vasya Oblomov. Ha escrito sobre la compositora rusa Sofia Gubaidulina así como sobre To Pimp a Butterfly de Kendrick Lamar. Sus investigaciones también incluyen un nuevo libro de texto de teoría musical para estudiantes de pregrado con la editorial Norton y un libro titulado On Music Theory con Music and Social Justice de University of Michigan Press.

El 9 de noviembre de 2019, en la 42.ª reunión anual de la Society for Music Theory, Ewell participó en una sesión plenaria titulada "Reencuadre de la teoría musical", que buscaba "criticar los marcos restrictivos dentro de los cuales [la teoría musical] ha estado operando y explorar formas con las cuales replantear lo que constituye la teoría musical". Presentó una charla titulada Music Theory's White Racial Frame ("Marco racial blanco de la teoría de la música", por su traducción al español). En su charla y en publicaciones posteriores, Ewell sostiene que el "marco racial blanco", un término acuñado por el sociólogo Joe Feagin, da forma a las prácticas de conocimiento en la teoría musical occidental y sus instituciones. Feagin define el "marco racial blanco" como,
una cosmovisión blanca global que abarca un amplio y persistente conjunto de estereotipos raciales, prejuicios, ideologías, imágenes, interpretaciones y narrativas, emociones y reacciones a los acentos del lenguaje, así como inclinaciones racializadas a discriminar.
La ponencia de Ewell provocó la publicación en 2020 de quince respuestas en el volumen 12 del Journal of Schenkerian Studies. Los autores que contribuyeron al volumen incluyeron a los cofundadores de la revista Timothy L. Jackson y Stephen Slottow, así como a Charles Burkhart, Richard Beaudoin (Dartmouth College, profesor asistente de música), Suzannah Clark, Nicholas Cook y Jack Boss (Universidad de Oregon, profesor de teoría musical y composición), así como "Una respuesta anónima a Philip Ewell", que a su vez generó críticas.
El trabajo de Ewell sobre el marco racial blanco de la teoría musical, y la controversia resultante de la publicación de 2020 del volumen 12 del Journal of Schenkerian Studies ha recibido una amplia atención de los medios, como Alex Ross en The New Yorker, The New York Times, NPR , e Inside Higher Ed. La junta ejecutiva de la Society for Music Theory declaró que "condena las declaraciones antinegras y los ataques personales ad hominem contra Philip Ewell perpetuados en varios ensayos incluidos en el 'Symposium on Philip Ewell's 2019 SMT Plenary Paper' publicado por el Journal of Schenkerian Studies".
Su trabajo intelectual público ha incluido apariciones en BBC y el canal de YouTube de Adam Neely. En marzo de 2021, Ewell contribuyó al blog de RILM en el que escribió sobre su proyecto de Twitter "Erasing colorasure in American music theory" (Borrando el color en la teoría musical estadounidense, por su traducción al español) y pronunció un coloquio público en la Universidad de Columbia titulado On Confronting Music Theory's Antiblackness: Three Case Studies ("Sobre la lucha contra la negritud de la teoría musical: tres estudios de caso", por su traducción al español).

## Obra seleccionada

### Artículos
- Ewell, Philip. (2021). "Music Theory's White Racial Frame". Music Theory Spectrum. 43. doi:10.1093/mts/mtaa031. ISSN 0195-6167.
- Ewell, Philip A. (2020). "Music Theory and the White Racial Frame". Music Theory Online. 26 (2). doi:10.30535/mto.26.2.4. ISSN 1067-3040.
- Ewell, Philip. (2019). "Introduction to the Symposium on Kendrick Lamar's To Pimp a Butterfly." Music Theory Online 25 (1). doi:10.30535/mto.25.1.7.
- Ewell, Philip. (2015). "Amerikanskaia teoriia riadov v perspektive" (American set theory in perspective). Muzykal'naia Akademiia (Music Academy) : 148–55.
- Ewell, Philip. (2014). "The Parameter Complex in the Music of Sofia Gubaidulina." Music Theory Online 20 (3).
- Ewell, Philip. (2013). "Russian Pitch-Class Set Analysis and the Music of Webern." Gamut: Online Journal of the Music Theory Society of the Mid-Atlantic 6 (1).
- Ewell, Philip. (2013). "'I Can't Be Quiet': An Interview with Vasya Oblomov." Echo: A Music-Centered Journal 11 (1).
- Ewell, Philip. (2013). "'On the System of Stravinsky's Harmony,' by Yuri Kholopov: Translation and Commentary." Music Theory Online 19 (2). ISSN 1067-3040.
- Ewell, Philip. (2012). "Rethinking Octatonicism: Views from Stravinsky's Homeland." Music Theory Online 18 (4). ISSN 1067-3040.
- Ewell, Philip. (2007). "Anton Rubinstein, Alexander Serov, and Vladimir Stasov: The Struggle for a National Musical Identity in Nineteenth-Century Russia." Germano-Slavica XVI: 41–55.
- Ewell, Philip. (2006). "Scriabin's Dominant: The Evolution of a Harmonic Style." Journal of Schenkerian Studies 1: 118–48.
- Ewell, Philip. (2002). "Scriabin's Seventh Piano Sonata: Three Analytical Approaches." Indiana Theory Review 23: 23–67.

### Disertación
- Ewell, Philip. (2001). Analytical Approaches to Large-Scale Structure in the Music of Alexander Scriabin. PhD diss., Yale University, 2001. Adviser: Allen Forte. OCLC 49527723.

### Capítulos de libro
- Ewell, Philip. (2020). "Stravinsky Reception in the USSR". In Stravinsky in Context. Edited by Graham Griffiths. Cambridge University Press. pp. 270–78. doi 10.1017/9781108381086.037. ISBN 978-1-108-38108-6.
- Ewell, Philip. (2017). "Russian Rap in the Era of Vladimir Putin." In Hip-hop at Europe's Edge. Edited by Milosz Miszczynski and Adriana Helbig, 45–62. Bloomington: Indiana University Press.

### Libros editados
- Kaleidoscope of Cultures: A Celebration of Multicultural Research and Practice. (2010). Edited by Marvelene C. Moore and Philip Ewell. Lanham: Rowman &amp; Littlefield. OCLC 405107620.